# 산청 소남리 선사유적
산청 소남리 선사유적(山淸 召南里 先史遺蹟)은 대한민국 경상남도 산청군 단성면 소남리에 있는 선사유적이다. 1999년 8월 6일 경상남도의 기념물 제216호로 지정되었다.

## 개요
단성면 소남리에 있는 신석기시대~가야시대의 생활·매장유적으로 남강변에 형성된 포인트 바(Point bar)에 자리잡고 있다. 남감댐 보강공사 계획에 따라 1985년부터 1999년까지 신라대학교 가야문화재연구소에 의해 3차례에 걸쳐 발굴조사되어 수많은 유구와 유물이 발견되었다. 현장설명회 자료와 여러 보고문에 따르면 이 곳에서는 신석기시대의 움집터와 적석유구, 청동기시대의 움집터와 돌널무덤, 원삼국시대의 움집터와 수혈유구, 널무덤, 띠모양유구, 가야시대의 집터, 방형 돌방무덤 등 오랜 시간에 걸쳐서 여러 종류의 유구가 형성된 것으로 파악된다.
이 중에서 원삼국시대의 유구는 161동의 집터를 중심으로 8기의 수혈유구, 1기의 돌방무덤, 1기의 띠모양유구 등으로 모두 171기가 조사되었다.
원삼국시대의 집터는 대개 평면 원형으로 직경이 7~10m에 이르는 규모로서 청동기 시대의 것에 비하여 큰 편이며, 내부 바닥은 점토로 다지거나 불다짐 처리하여 단단하게 하였다. 그리고 내부에서는 아궁이가 갖추어진 화덕자리도 확인되었다.
유물은 적갈색 연질토기가 대부분으로 소뿔모양의 손잡이가 달린 시를 비롯하여 항아리, 접시 등이 발견되었다.

## 참고 문헌
- 산청소남리선사유적 - 국가유산청 국가유산포털